# 1934 w literaturze
Wydarzenia literackie w 1934 roku.

## Wydarzenia
- polskie
  - obchodzono w Wilnie i Krakowie setną rocznicę wydania Pana Tadeusza
- zagraniczne
  - 12 kwietnia – ukazała się powieść amerykańskiego pisarza Francisa Scotta Fitzgeralda Czuła jest noc (ang. Tender Is the Night).
  - założono czasopismo L'Étudiant Noir.
  - ogłoszono socrealizm obowiązującym wzorcem literatury sowieckiej.
  - Roman Jakobson opublikował pierwsze pełne wydanie krytyczne najstarszej znanej polskiej piosenki miłosnej Cantilena inhonesta.

## Nowe książki
- polskie
  - Wacław Berent – Nurt
  - Helena Boguszewska – Całe życie Sabiny
  - Maria Dąbrowska – Noce i dnie
  - Paweł Hulka-Laskowski – Mój Żyrardów
  - Karol Irzykowski – Słoń wśród porcelany
  - Jarosław Iwaszkiewicz – Czerwone tarcze
  - Bruno Schulz – Sklepy cynamonowe

- tłumaczenia na język polski
  - Izrael Jehoszua Singer – Josie Kałb (Josze Kalb), przeł. Stefan Pomer (Towarzystwo Wydawnicze „Rój”)

- zagraniczne
  - M. Agiejew - Romans z kokainą (Роман с кокаином)
  - Louis Aragon – Dzwony Bazylei (Les cloches de Bâle)
  - Agatha Christie
    - Morderstwo w Orient Expressie (Murder on the Orient Express)
    - Tajemnica lorda Listerdale’a (The Listerdale mystery)

  - Robert Graves
    - Ja, Klaudiusz (I, Claudius)
    - Klaudiusz i Messalina (Claudius the God and his Wife Messalina)

  - Henry Miller – Zwrotnik Raka (Tropic of Cancer)
  - George Orwell – Birmańskie dni (Burmese Days: A Novel)
  - James M. Cain – Listonosz zawsze dzwoni dwa razy (The Postman Always Rings Twice)

## Nowe dramaty
- polskie
  - Stanisław Ignacy Witkiewicz – Szewcy (pierwodruk 1948)
- zagraniczne
  - Federico García Lorca - Yerma

## Nowe poezje
- polskie
  - Wojciech Bąk – Brzemię niebieskie
  - Konstanty Ildefons Gałczyński - Ludowa zabawa. Komiczniak poetycki (poemat)
  - Stanisław Młodożeniec – Futuro-gamy i futuro-pejzaże
  - Julian Tuwim – Jarmark rymów
- zagraniczne
  - Fernando Pessoa - Mensagem
  - Dylan Thomas - 18 wierszy (18 Poems)

## Nowe prace naukowe
- zagraniczne
  - Ruth Benedict – Wzory kultury (Patterns of Culture)
  - Hans Kelsen – Czysta teoria prawa (Reine Rechtslehre)
  - George Mead – Umysł, osobowość, społeczeństwo (Mind, Self and Society)
  - Karl Popper – Logika odkrycia naukowego (Logik der Forschung)

## Urodzili się
- 2 stycznia – Rafał Orlewski, polski poeta, prozaik, nauczyciel (zm. 2020)
- 4 stycznia – Hellmuth Karasek, niemiecki dziennikarz, pisarz i krytyk literacki (zm. 2015)
- 8 stycznia – Alexandra Ripley, amerykańska pisarka (zm. 2004)
- 12 stycznia – Józef Poteraj, polski pisarz (zm. 2017)
- 13 stycznia – Carolyn See, amerykańska pisarka (zm. 2016)
- 14 stycznia – Marek Hłasko, polski pisarz (zm. 1969)
- 24 stycznia – Stanisław Grochowiak, polski poeta, prozaik i dramaturg (zm. 1976)
- 1 lutego
  - Nicolae Breban, rumuński powieściopisarz i eseista
  - Janusz Koniusz, polski prozaik i poeta (zm. 2017)
- 3 lutego
  - Bohdan Królikowski, polski prozaik
  - Johannes Kühn, niemiecki pisarz i poeta (zm. 2023)
- 9 lutego
  - Anna Opacka, polska badaczka literatury polskiej (zm. 2017)
  - Jean Stein, amerykańska pisarka (zm. 2017)
- 10 lutego – Fleur Adcock, angielska poetka (zm. 2024)
- 18 lutego – Audre Lorde, amerykańska pisarka, feministka (zm. 1992)
- 19 lutego – Herbert Rosendorfer, austriacki pisarz i kompozytor (zm. 2012)
- 27 lutego – N. Scott Momaday, amerykański pisarz, poeta i dramaturg pochodzenia indiańskiego (zm. 2024)
- 1 marca – Jacques Chessex, szwajcarski pisarz (zm. 2009)
- 5 marca – Janusz Sławiński, polski teoretyk i historyk literatury (zm. 2014)
- 8 marca – Ja’akow Szabtaj, izraelski prozaik, dramatopisarz i tłumacz (zm. 1981)
- 12 marca – György Moldova, węgierski pisarz (zm. 2022)
- 20 marca
  - Peter Berling, niemiecki pisarz i aktor (zm. 2017)
  - David Malouf, australijski pisarz
- 31 marca – Kamala Das Suraiya, indyjska poetka i pisarka (zm. 2009)
- 3 kwietnia – György Gömöri, węgierski poeta, pisarz, eseista i tłumacz z języka polskiego
- 11 kwietnia – Stanisław Durlej, polski pisarz i dziennikarz
- 12 kwietnia – Anselm Hollo, fiński poeta i tłumacz (zm. 2013)
- 14 kwietnia – Fredric Jameson, amerykański krytyk literacki i teoretyk literatury (zm. 2024)
- 16 kwietnia – Halina Snopkiewicz, polska powieściopisarka (zm. 1980)
- 26 kwietnia – Sławomir Łubiński, polski prozaik i scenarzysta (zm. 2023)
- 27 kwietnia – Teresa Ferenc, polska poetka (zm. 2022)
- 28 kwietnia – Lois Duncan, amerykańska pisarka (zm. 2016)
- 12 maja – Elechi Amadi, nigeryjski powieściopisarz i dramaturg (zm. 2016)
- 13 maja – Adolf Muschg, szwajcarski poeta, pisarz i literaturoznawca
- 19 maja
  - Ruskin Bond, anglo-indyjski pisarz
  - Jim Lehrer, amerykański pisarz i dramatopisarz (zm. 2020)
- 25 maja – Andrzej Bartyński, polski poeta (zm. 2018)
- 27 maja – Harlan Ellison, amerykański pisarz, krytyk, wydawca i edytor (zm. 2018)
- 1 czerwca – Doris Buchanan Smith, amerykańska pisarka dla dzieci (zm. 2002)
- 21 czerwca – Jacek Łukasiewicz, polski poeta, krytyk literacki, historyk literatury (zm. 2021)
- 1 lipca – René-Victor Pilhes, francuski pisarz (zm. 2021)
- 13 lipca – Wole Soyinka, pisarz nigeryjski, laureat Nagrody Nobla
- 14 lipca – Gotlib, francuski twórca komiksów, wydawca (zm. 2016)
- 18 lipca – Edward Bond, brytyjski dramaturg (zm. 2024)
- 19 lipca – Janusz Christa, polski autor komiksów (zm. 2008)
- 20 lipca – Uwe Johnson, niemiecki pisarz (zm. 1984)
- 24 lipca – Zofia Uhrynowska-Hanasz, polska tłumaczka literatury anglojęzycznej
- 26 lipca – Austin Clarke, kanadyjski pisarz (zm. 2016)
- 28 lipca – Jan Slaski, polski historyk literatury polskiej (zm. 2022)
- 5 sierpnia – Wendell Berry, amerykański poeta, pisarz
- 6 sierpnia
  - Piers Anthony, angielsko-amerykański pisarz science fiction i fantasy
  - Diane di Prima, amerykańska poetka (zm. 2020)
- 8 sierpnia – Kaplan Burović, jugosłowiańsko-albański prozaik i poeta (zm. 2022)
- 9 sierpnia – Graeme Gibson, kanadyjski pisarz (zm. 2019)
- 16 sierpnia – Diana Wynne Jones, brytyjska autorka powieści fantasy (zm. 2011)
- 20 sierpnia
  - Wojciech Adamiecki, polski reportażysta, dyplomata (zm. 2008)
  - Arno Surminski, niemiecki pisarz i dziennikarz
- 9 września – Szulammit Lapid, izraelska pisarka
- 11 września – Leon Rooke, kanadyjski pisarz
- 12 września – Alan Isler, amerykański pisarz (zm. 2010)
- 21 września
  - Leonard Cohen, kanadyjski poeta i pieśniarz (zm. 2016)
  - Konrad Sutarski, polski poeta, inżynier mechanik
- 23 września – Per Olov Enquist, szwedzki pisarz (zm. 2020)
- 24 września – John Brunner, brytyjski pisarz science fiction (zm. 1995)
- 7 października
  - Amiri Baraka, amerykański poeta, eseista (zm. 2014)
  - Nowiełła Matwiejewa, rosyjska pisarka, poetka, autorka sztuk teatralnych, literaturoznawczyni (zm. 2016)
- 18 października – Kir Bułyczow, rosyjski pisarz science fiction (zm. 2003)
- 25 października – Carlos Sherman, białoruski poeta, pisarz, tłumacz, krytyk literacki (zm. 2005)
- 26 października – Ulrich Plenzdorf, niemiecki pisarz (zm. 2007)
- 29 października – Marian Cezary Abramowicz, polski prozaik i poeta (zm. 1997)
- 30 października – Bogdan Chorążuk, polski pisarz i grafik
- 4 listopada – Michał Głowiński, polski historyk i teoretyk literatury (zm. 2023)
- 9 listopada
  - Ronald Harwood, brytyjski dramaturg, powieściopisarz i scenarzysta (zm. 2020)
  - Carl Sagan, amerykański pisarz i popularyzator nauki (zm. 1996)
- 11 listopada – Tadeusz Chabrowski, polski poeta i prozaik (zm. 2016)
- 12 listopada – Joanna Olczak-Ronikier, polska pisarka i scenarzystka
- 19 listopada – Joanne Kyger, amerykańska poetka (zm. 2017)
- 20 listopada – José Cutileiro, portugalski pisarz (zm. 2020)
- 22 listopada – Stefan Bratkowski, polski publicysta, reportażysta, dziennikarz (zm. 2021)
- 5 grudnia – Joan Didion, amerykańska dziennikarka, eseistka, powieściopisarka i scenarzystka (zm. 2021)
- 7 grudnia – Jan Wornar, łużycki pisarz (zm. 1999)
- 20 grudnia – Adam Czerniawski, polski poeta, prozaik, krytyk, tłumacz
- 28 grudnia – Alasdair Gray, szkocki powieściopisarz (zm. 2019)

## Zmarli
- 1 stycznia – Jakob Wassermann, niemiecki pisarz żydowskiego pochodzenia (ur. 1873)
- 8 stycznia – Andriej Bieły, rosyjski poeta, prozaik i krytyk literacki (ur. 1880)
- 15 stycznia – Hermann Bahr, austriacki krytyk literacki i pisarz (ur. 1863)
- 16 lutego – Eduard Bagricki, radziecki poeta pochodzenia żydowskiego (ur. 1895)
- 7 marca – Ernst Enno, estoński poeta, twórca poezji mistycznej (ur. 1875)
- 18 marca – Božena Viková-Kunětická, czeska pisarka i polityk (ur. 1862)
- 14 czerwca – Theodor Däubler, austriacki poeta i prozaik (ur. 1876)
- 30 czerwca – Ernst von Wolzogen, niemiecki pisarz, dramaturg, kompozytor (ur. 1855)
- 4 lipca – Chajim Nachman Bialik, żydowski poeta, prozaik, narodowy wieszcz Izraela (ur. 1873)
- 21 lipca – Julian Hawthorne, amerykański pisarz i dziennikarz (ur. 1846)
- 1 września – Will Allen Dromgoole, amerykańska prozaiczka i poetka (ur. 1860)
- 26 września – Aleksander Moszkowski, niemiecki pisarz i satyryk pochodzenia polsko-żydowskiego (ur. 1851)
- 17 listopada – Joachim Ringelnatz, niemiecki poeta, karykaturzysta, rysownik i malarz (ur. 1883)
- 20 listopada – Joel Lehtonen, fiński pisarz (ur. 1881)
- 15 grudnia – Hryhorij Kosynka, ukraiński pisarz i tłumacz (ur. 1899)
- 18 grudnia – Sven Elvestad, norweski pisarz i dziennikarz (ur. 1884)

## Nagrody
- Nagroda Nobla – Luigi Pirandello
- Państwowa Nagroda Literacka – Maria Dąbrowska